# ロドリーゴ・イ・ガブリエーラ

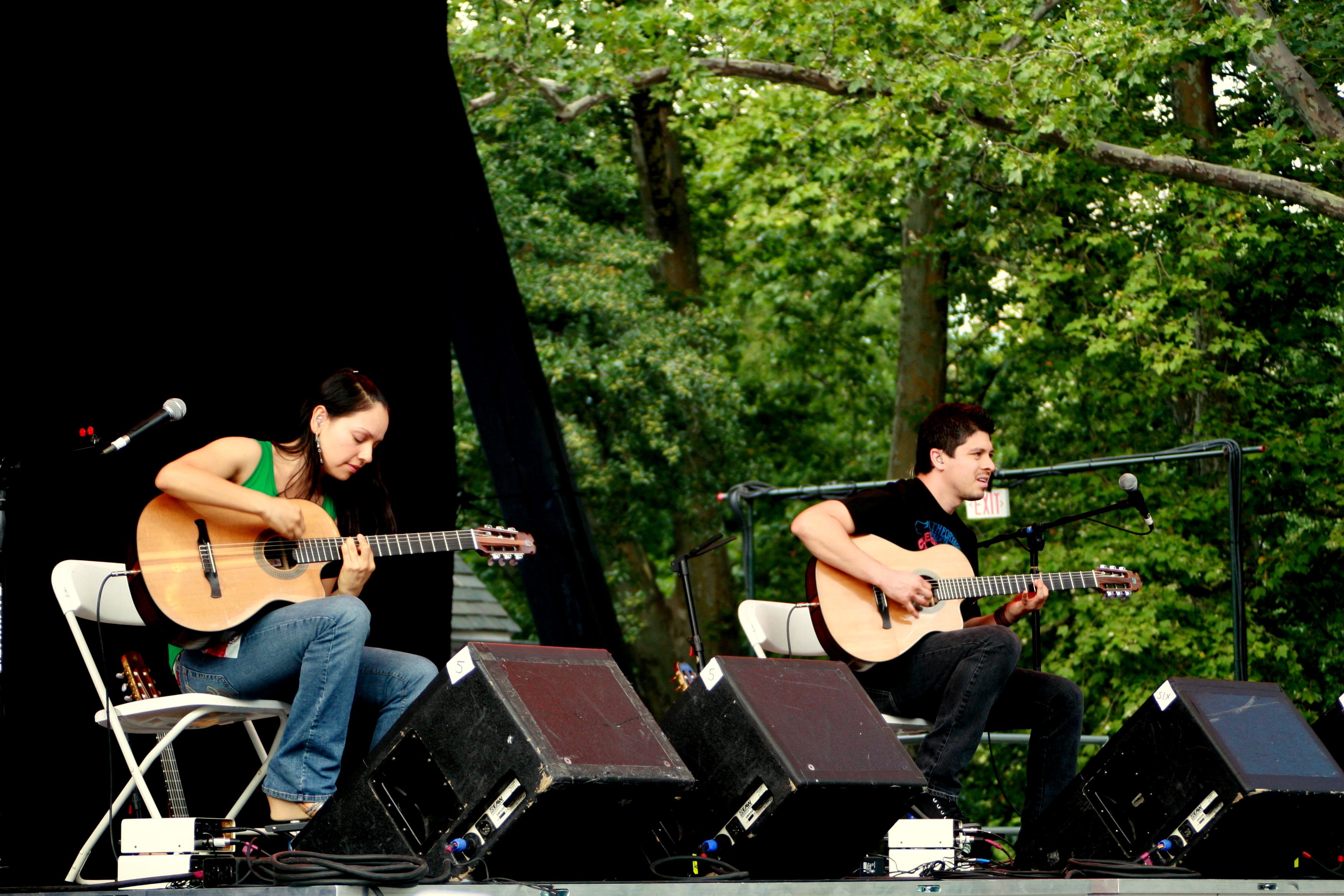
ニューヨーク・セントラルパークでのコンサート（2007年）

ロドリーゴ・イ・ガブリエーラ (Rodrigo y Gabriela) は、メキシコ出身の男女アコースティック・ギターデュオである。
リードギター担当のロドリーゴ・サンチェス (Rodrigo Sánchez) とリズムギター担当のガブリエーラ・クインテーロ（Gabriela Quintero, 姓はキンテーロとも表記される）による、リズミカルかつ速弾きを駆使したインストゥルメンタルギターが特徴。

## 経歴
ロドリーゴ（1974年生まれ）とガブリエーラ（1973年生まれ）は、ともにメキシコシティの中流階級の家に生まれた。二人が出会ったのは15歳の時で、ロドリーゴの兄が館長を務めていた市の文化センターでガブリエーラが演劇のクラスを受講していた縁で知り合うことになった。お互いヘヴィメタル好きだった二人は、すぐに意気投合した。
1990年代初め、ロドリーゴは兄とともに「ティエラ・アシダ」(Tierra Acida) という名前のスラッシュメタルバンドを結成し、ガブリエーラも1993年にギターで加入した。しかしレコード会社との契約には至らず、1997年に二人はメキシコシティを離れてリゾート地のゲレーロ州イスタパに移った。およそ9か月の間バーやホテルで演奏する日々を送るうち、他とは違う自分たちの音楽を作りたいという欲求が二人の間に生まれていった。
やがてメキシコ国内の音楽業界に限界を感じた二人は、ヨーロッパに移ることを決意した。アイルランドはよそ者のミュージシャンを快く迎え入れてくれる場所だと聞いた2人は、ダブリンに居を構え、パブや路上での演奏活動を始めた。ダブリンの中でもストリートミュージシャンの多いグラフトン通りやテンプル・バーといった通りで演奏を披露するうち、ダミアン・ライスに見出され、アイルランドのロック・フェスティバル「Oxegen」への出演を果たして注目を集めた。2005年、彼らは数多くのイギリス国内のフェスティバルに参加した。
インディーズよりアルバム『Foc』を発表した後、「テイク・ファイヴ」やメタリカのカバー「ワン」のメドレーを含むアルバム『Re-Foc』がゴールドディスク認定され、続くライブ・アルバム『Live: Manchester and Dublin』がプラチナとなった。そして、2006年にはジョン・レッキーのプロデュースによるセルフタイトルアルバム『Rodrigo y Gabriela』（日本でのタイトルは『激情ギターラ!』）を発表。アークティック・モンキーズやジョニー・キャッシュを抑え、アイルランドのアルバムチャート1位を記録した。
2008年3月30日、渋谷DUOで初の日本公演を実施し、当日の録音は『激情セッション』としてリリースされた。2009年、2人が敬愛する11組のアーティストに捧げられた楽曲を収録したアルバム『格闘弦』を発表。
2011年に公開された映画『パイレーツ・オブ・カリビアン/生命の泉』では、音楽監督を務めたハンス・ジマーが2人のファンであることが縁で、同作のサウンドトラックに参加した。
2019年に発表したアルバム『メタヴォリューション』は、翌2020年の第62回グラミー賞で最優秀コンテンポラリー・インストゥルメンタル・アルバム賞を受賞した。

## 影響
二人は彼らの音楽の源流として、メタリカ、メガデス、スレイヤー、テスタメントやオーヴァーキルなどのバンドを挙げている。『激情ギターラ!』には、レッド・ツェッペリンの「天国への階段」や、メタリカの「オライオン」のカバーが収録されている。
2021年に発表されたメタリカのトリビュート・アルバム『The Metallica Blacklist』では、「ザ・ストラグル・ウィズイン」で参加した。

## 私生活
ロドリーゴとガブリエーラは、私生活上でも長らく恋人同士であったが、2012年に関係を解消した。しかし、その後も音楽面でのパートナー関係を続けており、2013年前後にアイルランドからメキシコに戻ってゲレーロ州シワタネホに共同でスタジオを構えている。
二人ともヴィーガンであり、動物の権利を支持している。ガブリエーラは2011年にシワタネホに協同組合を設立し、料理教室やセミナーなどの開催を通じてヴィーガンの生活様式を広める活動に取り組んでいるほか、ロドリーゴも2015年、イスタパにヴィーガンレストランを開業した。

## 使用楽器
ロドリーゴとガブリエーラともに、ヤマハのエレクトリックナイロンストリングスギター「NXシリーズ」を使用している。ロドリーゴはスリムネックのNTX1200を、ガブリエーラはより伝統的なサイズのNCX2000とNCX1200を使用している。

## ディスコグラフィー
- Foc（2001年）
- Re-Foc（2003年）
- Live: Manchester And Dublin（2004年）
- Rodrigo y Gabriela 激情ギターラ!（2006年）
- Live in Japan 激情セッション（2008年）
- 11:11 格闘弦（2009年）
- Live in France 激情セッションII〜ライヴ・イン・フランス〜（2011年）
- Area 52 エリア52（2012年）
- 9 Dead Alive ナイン・デッド・アライヴ（2014年）
- Mettavolution メタヴォリューション（2019年）
- Mettavolution Live メタヴォリューション・ライヴ（2019年）
- In Between Thoughts... A New World（2023年）